# Tullia Zevi
Pour les articles homonymes, voir Zevi.
Tullia Zevi, née le 2 février 1919 à Milan et morte le 22 janvier 2011 Rome, est une journaliste italienne et un auteur de livres renommé. De 1986 à 1998, elle a assumé la charge de présidente de l'Union des communautés juives italiennes (UCEI).

## Biographie
Tullia Zevi, née Calabi, est issue d'une famille juive de bonne bourgeoisie[pas clair]. Son père était un avocat connu du centre gauche et un antifasciste déclaré.
Elle étudia la philosophie à l'Université de Milan et fréquenta le conservatoire de musique. Quand en Italie furent promulguées les lois raciales de 1938 contre la communauté juive, Tullia Zevi passait ses vacances d'été en Suisse avec sa famille.
Ils s'installèrent alors en France, où Tullia Zevi continua ses études à la Sorbonne. Quand en France également on sentit que la guerre allait venir, ils émigrèrent aux États-Unis à l'été 1939. Zevi continua à étudier à l'université en même temps qu'elle jouait comme harpiste dans plusieurs orchestres. C'est durant cette période qu'elle fit la connaissance de Leonard Bernstein et de Frank Sinatra.
C'est à New York, où elle fréquentait les cercles antifascistes, qu'elle commença son métier de journaliste. Après la guerre elle revint en Italie avec son mari, Bruno Zevi, architecte et critique d'art. Elle fut envoyée également comme correspondante au procès de Nuremberg.
Pendant plus de trente ans – de 1960 à 1993 – elle travailla comme correspondante pour le quotidien israélien Maariv, une activité au cours de laquelle elle rendit compte aussi du procès Eichmann à Jérusalem. Elle collabora en outre avec l'hebdomadaire londonien The Jewish Chronicle.
En 1978, elle devint vice-présidente de l'Union des communautés juives italiennes (UCEI), et cinq ans plus tard présidente. C'est à ce titre qu'elle participa aux pourparlers sur le carmel d'Auschwitz.
En novembre 1992, elle fut la candidate italienne pour le prix « femme européenne de l'année ». La même année, le président de la République italienne de l'époque, Oscar Luigi Scalfaro, lui conféra le titre de Cavaliere di Gran Croce de l'Ordre du Mérite de la République italienne[réf. nécessaire], la plus haute distinction nationale italienne.
En 1994, elle reçut le prix national « Cultura della Pace », et en 1998 elle fut désignée comme membre de la Commission pour l'interculturalisme du ministère italien de l'Éducation et membre de la Commission italienne de l'UNESCO.
En 2007, en collaboration avec sa nièce Nathania Zevi, elle publia sa biographie, sous le titre Ti racconto la mia storia. Dialogo tra nonna e nipote sull'ebraismo.

## Distinction
Chevalier grand-croix de l'ordre du Mérite de la République italienne‎ 1re classe[réf. nécessaire].